# Longitarsus sencieri
Longitarsus sencieri es una especie de insecto coleóptero de la familia Chrysomelidae. Fue descrita científicamente en 1860 por Allard.